# Phlogiellus subarmatus
Phlogiellus subarmatus är en spindelart som först beskrevs av Tord Tamerlan Teodor Thorell 1891.  Phlogiellus subarmatus ingår i släktet Phlogiellus och familjen fågelspindlar.
Artens utbredningsområde är Nicobarerna. Inga underarter finns listade i Catalogue of Life.